# Slokstallen
Der Slokstallen (norwegisch Mühlgrabenstall) ist ein Berg im antarktischen Königin-Maud-Land. Er ragt 1,5 km östlich des Bergs Petrellfjellet aus dem Luz-Rücken im Mühlig-Hofmann-Gebirge auf.
Norwegische Kartografen benannten den Berg und kartierten ihn anhand von Luftaufnahmen und Vermessungen der Dritten Norwegischen Antarktisexpedition (1956–1960).